# Festival de Cinema de Ruanda
El Festival de Cinema de Ruanda és un festival de cinema celebrat el juliol de cada any a Kigali, Ruanda. El Festival de Cinema de Ruanda ha guanyat reconeixement mundial a través dels anys i s'ha convertit en un dels principals esdeveniments cinematogràfics d'Àfrica.

## Història
El Festival de Cinema de Ruanda va ser fundada el 2005 per Eric Kabera. Presentat pel Rwanda Cinema Center, una organització que té com a objectiu promoure la indústria cinematogràfica del país. El Festival de Cinema de Ruanda, sobrenomenat "Hillywood" a causa del sobrenom de "Terra dels mil de Turons", és un festival itinerant. A causa del desig de Kabera per mostrar la pel·lícula a la més àmplia de les audiències possibles, el festival es realitza no només a la capital Kigali, sinó que les pel·lícules, especialment les realitzades pels directors de cinema ruandesos, també són exhibides a les zones rurals d'arreu del país en pantalles inflables. Més recentment, Kabera ha declarat que el Festival deixarà de centrar-se únicament en la qüestió del genocidi i ho farà més en "altres problemes socials" de la Ruanda moderna.

## Premis Silverback
Els Premis Silverback foren convocats després que van rebre el patrocini de la firma londinenca Hard Media amb el Festival de Cinema de Ruanda.
- Premi Hillywood
- Premi East Africa
- Premi al Millor Documental
- Premi a la Millor Pel·lícula
- Premi al Millor Curt
- Premi al Millor Director
- Premi de Resistència
- Premi Ruanda tal com és vista arreu del món
- Premi a l'Audiència
- Out of Africa: Films on Africa